# Crystal River (rivière)
Pour les articles homonymes, voir Crystal River.
Crystal River est une courte rivière côtière située dans le comté de Citrus et débouchant sur la côte ouest de la Floride.
Elle a une longueur d'environ 11 km et un bassin versant d'environ 13 km2, entre Kings Bay et le golfe du Mexique.
Une des particularités de la rivière sont ses sources chaudes qui l'alimentent d'un volume de 1,135 million de litres chaque jour, ce qui attire de nombreux lamentins et fait de la rivière un important refuge naturel pour ces animaux,.
On y trouvait à proximiét la centrale nucléaire de Crystal River qui a été fermée en 2013.

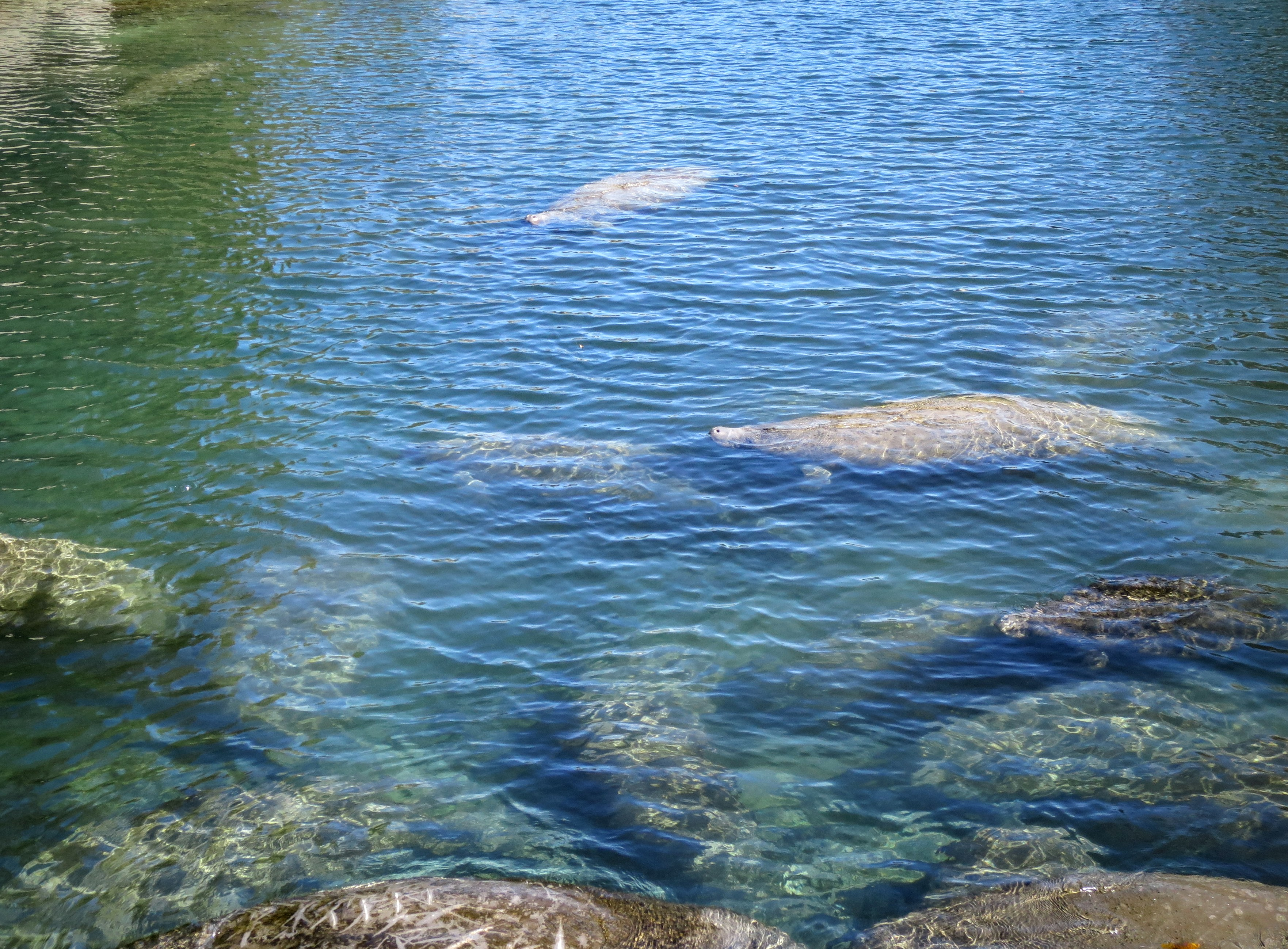
Lamentins au bord de la Crystal River.